# Wanapum
I Wanapum sono una tribù di nativi americani vissuta precedentemente lungo il fiume Columbia da sopra le Priest Rapids fino alla foce del fiume Snake, in quello che ora è lo stato americano di Washington. Circa 60 Wanapum (dato aggiornato al 2006) vivono ancora nei pressi dell'attuale sito della diga delle Priest Rapids (Priest Rapids Dam). Il nome "Wanapum" deriva dal vocabolo Sahaptin wánapam, che significa "popolo del fiume": da wána, "fiume", e -pam, "popolo". Oggi essi sono iscritti nelle Tribù e Bande Confederate della Nazione Yakama riconosciuta a livello federale.

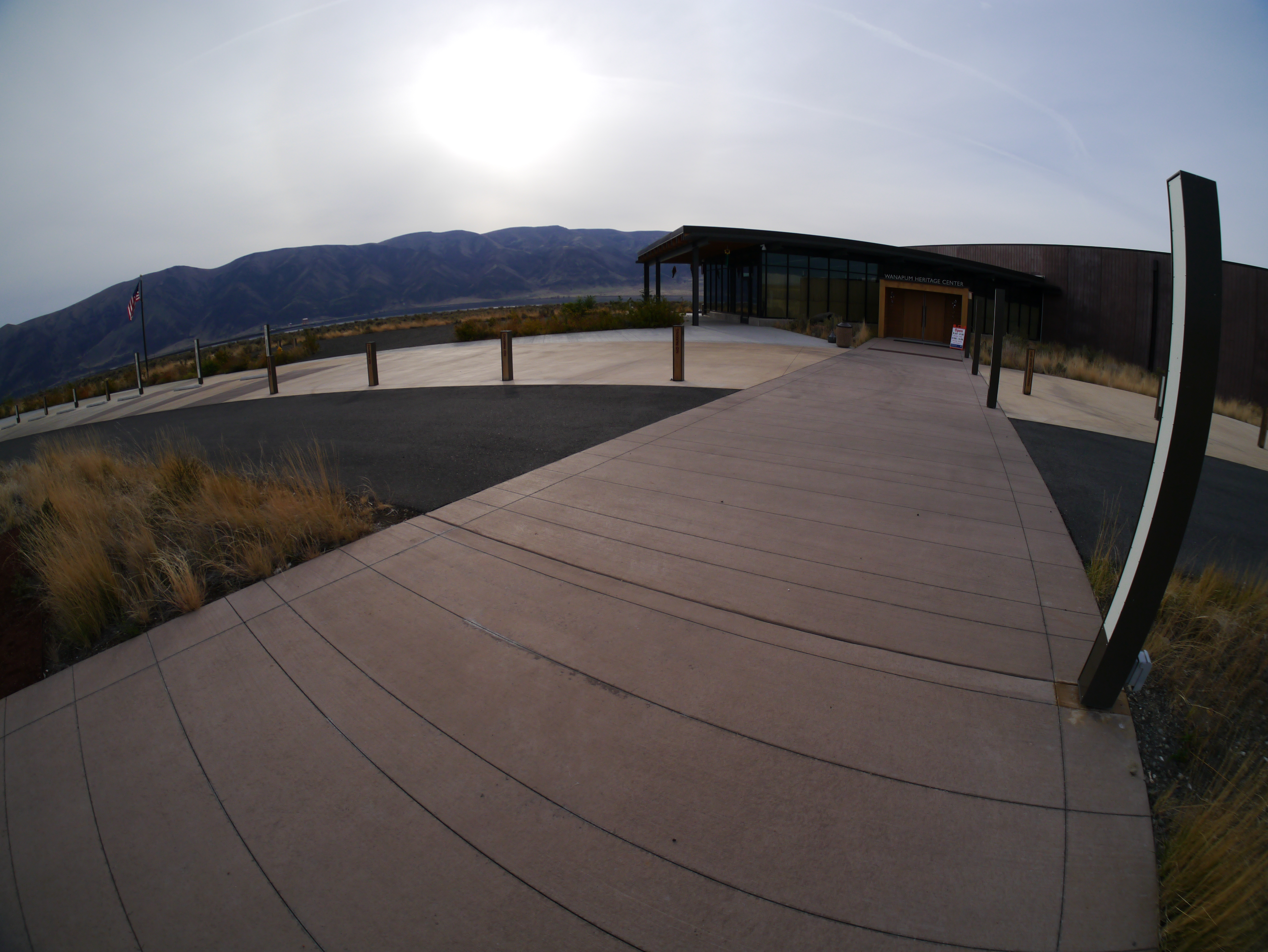
Wanapum Heritage Center sul fiume Columbia; essi furono tra gli ultimi indiani "selvaggi" disposti in insediamenti permanenti solo dopo che, nel 1953, vennero costruite le dighe idroelettriche sul fiume Columbia, cambiando per sempre il loro stile di vita tradizionale dipendente dalla pesca del salmone.

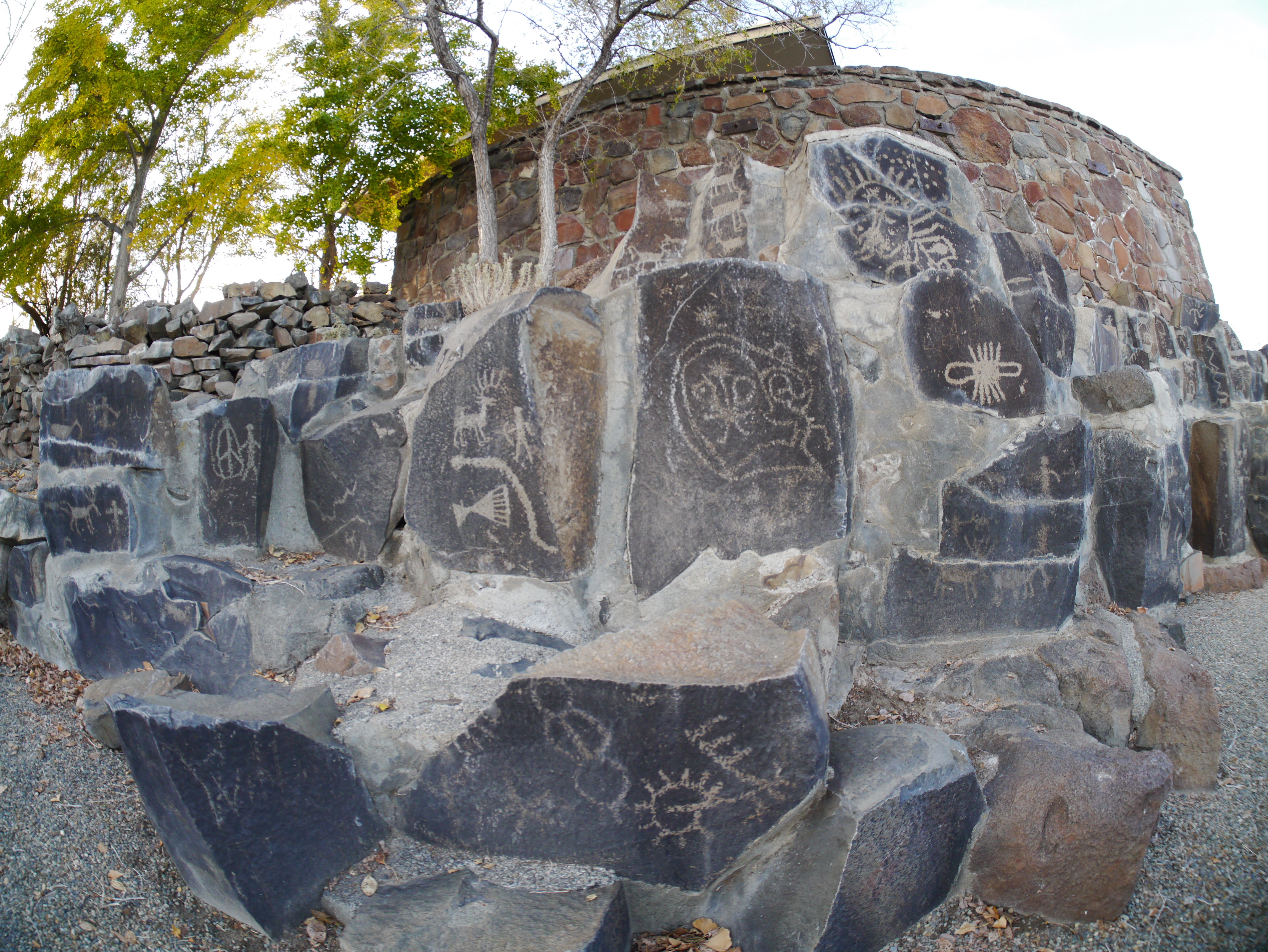
Incisioni rupestri esposte al Ginkgo Petrified Forest State Park, Stato di Washington.

## Storia
In epoca preistorica, il territorio della tribù era (ed è ancora) un'eccellente area di pesca per il salmone. La tribù costruì case da piante tule e realizzò oltre 300 incisioni rupestri nelle scogliere di basalto.
Nel 1805, secondo i diari della spedizione di Lewis e Clark, i Wanapum, guidati dal loro capo Cutssahnem, accolsero la spedizione e trattarono bene i suoi membri, offrendo cibo e divertimento. I diari del capitano Clark forniscono descrizioni delle loro abitazioni, abbigliamento e caratteristiche fisiche.
Nel XIX secolo, una nuova religione dei Nativi Americani, chiamata Washane, Washani o "Religione Sognatrice", fu creata da un leader spirituale dei Wanapum chiamato Smohalla.  I seguaci di questa religione credevano che l'uomo bianco sarebbe scomparso se i rituali e la vita tradizionale fossero stati rispettati; invece di partecipare a conflitti armati, essi pregavano. Sia a causa di questa religione che per altri motivi, la tribù non ha mai combattuto i coloni bianchi, non ha firmato un trattato con loro e, di conseguenza, non ha ottenuto alcun territorio riconosciuto di diritto a livello federale.
Nel 1953 la costruzione della diga delle Priest Rapids (Priest Rapids Dam) e della diga Wanapum (Wanapum Dam) fece allagare le sponde del fiume dove i Wanapum avevano vissuto in case tradizionali.

## Eredità
Circa 60 incisioni rupestri Wanapum vennero fatte saltare via dalla roccia prima di essere allagate; esse possono essere viste al Ginkgo Petrified Forest State Park.
Il Wanapum Heritage Center Museum mostra manufatti dell'epoca prima delle dighe, mentre la Wanapum River Patrol sorveglia le terre ancestrali, monitorando le località di significato speciale per i Wanapum per proteggere quei luoghi dalla depredazione e anche fornire informazioni ai visitatori.
La religione Washane è ancora practicata da alcuni membri di altre tribù.